# Вероніка Ер'явець
Вероніка Ер'явець (словен. Veronika Erjavec) — словенська  тенісистка.

## Виступи в мейджорах
| W | Ф | ПФ | ЧФ | #Р | КТ | К# | P# | DNQ | A | Z# | PO | G | S | B | NMS | NTI | P | NH |

### Одиночний розряд
| Турнір          | 2024 | 2025 | W–L |
| --------------- | ---- | ---- | --- |
| Australian Open | К1   | 1к   | 0–1 |
| French Open     | К2   | К3   | 0–0 |
| Wimbledon       | К1   | 2к   | 1–1 |
| US Open         | К2   |      | 0–0 |
| Виграші-Поразки | 0–0  | 1–2  | 1–2 |

## Фінали турнірів WTA

### Парний розряд: 1 титул
| Легенда          |
| ---------------- |
| Grand Slam (0–0) |
| WTA 1000 (0–0)   |
| WTA 500 (0–0)    |
| WTA 250 (1–0)    |

| За поверхнею |
| ------------ |
| Хард (0–0)   |
| Грунт (1–0)  |
| Трава (0–0)  |

| Фінали за умовами |
| ----------------- |
| Під небом (1–0)   |
| В залі (0–0)      |

| Результат | В–П | Дата     | Турнір             | Статус  | Поверхня | Партнер       | Супротивники                       | Рахунок  |
| --------- | --- | -------- | ------------------ | ------- | -------- | ------------- | ---------------------------------- | -------- |
| Перемога  | 1–0 | Лип 2025 | Iași Open, Румунія | WTA 250 | Грунт    | Удварді Панна | Марія Лурдес Карле Зімона Вальтерт | 7–5, 6–3 |

## Фінали турнірів WTA Challenger

### Одиночний розряд: 1 фінал
| Результат | В–П | Дата     | Турнір              | Поверхня | Супротивнця        | Рахунок  |
| --------- | --- | -------- | ------------------- | -------- | ------------------ | -------- |
| Поразка   | 0–1 | Лис 2024 | Cali Open, Колумбія | Грунт    | Ірина-Камелія Бегу | 3–6, 3–6 |

### Парний розряд: 4 (3 титули)
| Результат | В–П | Дата     | Турнір                            | Поверхня | Партнерка           | Супротивниці                | Рахунок          |
| --------- | --- | -------- | --------------------------------- | -------- | ------------------- | --------------------------- | ---------------- |
| Перемога  | 1–0 | Лип 2023 | Iași Open, Румунія                | Грунт    | Даліла Якупович     | Ірина Бара Моніка Нікулеску | 6–4, 6–4         |
| Перемога  | 2–0 | Січ 2024 | Canberra International, Австралія | Хард     | Дар'я Семеністая    | Кейла Макфі Астра Шарма     | 6–2, 6–4         |
| Перемога  | 3–0 | Лис 2024 | Cali Open, Колумбія               | Грунт    | Крістіна Младенович | Катаріна Завацька Тара Вурт | 6–2, 7–6(4)      |
| Поразка   | 3–1 | Чер 2025 | Citta di Grado Tennis Cup, Італія | Грунт    | Домініка Шалкова    | Квінн Глісон Інгрід Мартінс | 2–6, 7–5, [5–10] |